# Wola Góra
Wola Góra – wzgórze o wysokości 219,2 m n.p.m. na Pojezierzu Drawskim, położone w woj. zachodniopomorskim, w powiecie świdwińskim, w gminie Połczyn-Zdrój. Jest jednym z najwyższych wzniesień woj. zachodniopomorskiego.
Na szczycie Wolej Góry znajduje się przeciwpożarowa wieża obserwacyjna Nadleśnictwa Połczyn-Zdrój o wysokości 48,6 m, która jest jednocześnie wieżą widokową. Wzniesiono ją w l. 2004-2005. Po uzyskaniu zgody można wejść na balkon widokowy położony na wysokości 260 m n.p.m.
Teren Wolej Góry znajduje się w Drawskim Parku Krajobrazowym, ponadto został objęty obszarem specjalnej ochrony ptaków "Ostoja Drawska" i obszarem chronionego krajobrazu "Pojezierze Drawskie".
Ok. 1,5 km na południowy wschód od Wolej Góry znajduje się wieś Czarnkowie.
Nazwę Wola Góra wprowadzono urzędowo w 1950 roku, zastępując poprzednią niemiecką nazwę Bullen-Berg.